# 优雅三毛草
优雅三毛草（学名：Trisetum scitulum），为禾本科三毛草属下的一个植物种。产中国西藏、四川、云南等省区。分布于温暖的喜马拉雅、欧洲、亚洲北部、日本和北非。模式标本采自锡金。